# Christophe Fiat
À ne pas confondre avec Christophe Fiatte, footballeur français.
Christophe Fiat est un écrivain, poète, performeur et metteur en scène français, né à Besançon en 1966.

### Romans et Poésies
- Sexie ou le système de la mode[1], Derrière la salle de bains, 2000 (poésie)
- Laure Sainclair, Derrière la salle de bains, 2000 (poésie)
- Ladies in the dark, Al Dante, 2001 (roman)
- King Kong est à New York, Derrière la salle de bains, 2001 (poésie)
- New York 2001, poésie au galop, Al Dante, 2002 (poésie)
- Bienvenus à Sexpol, éditions Léo Scheer, 2003 (roman)
- Qui veut la peau de Harry ?, Inventaire/Invention, 2004 (poésie)
- Épopée, une aventure de Batman, Al Dante, 2004 + CD (poésie)
- Héroïnes, Al Dante, 2005 (roman)
- La Reconstitution historique - une aventure de Louise Moore, Al Dante, 2006 (roman)
- Stephen King Forever, Le Seuil, Collection Déplacements dirigée par François Bon, 2008 (récit)
- Retour d’Iwaki, Gallimard, 2011(récit)
- Cosima Femme électrique, Éditions Philippe Rey, 2013, (roman)
- La Comtesse, Naïve Éditions, 2014 (roman)
- L’épopée virile de Marcel Pagnol, Naïve Éditions, 2015 (roman)

### Essais
- Texte au supplice, essai sur Georges Bataille, Éditions 23, 2000
- Ritournelle, une anti-théorie, éditions Léo Scheer, 2002

### Publications sur l'art
- Le Sacrifice chez Georges Bataille (Documenta 11_ Platforms 5 : Exhibition) 2002
- Popeye for Ever dans le livre RADIOPOPEYE d’Alexandre Périgot (CNEAI) 2002
- Quand les zombies attaquent Journal scénario d’automne, Island #1, (journal édité par le CNEAI) 2012
- Les Block à bloc ! Catalogue de l’exposition Block-formes indexées (Le Voyage à Nantes, Lieu Unique) 2018
- Une Nuit Très Spéciale dans le livre de photographie d’art de Sarah Ritter, La nuit craque sous nos doigts (Loco Éditions) juin 2019
- Trois femmes en colère dans Écrire l’art (Éditions Kunsthalle, Mulhouse) juin 2019

### Enregistrements
- Poème épique, CD in Épopée, une aventure de Batman, Al Dante, 2004
- Action !, disque vinyle 45 tours, Cneai/Les Presses du réel, 2004
- In the Death Valley with Michel Foucault, Extension 17, Swiss Institute, Contemporary Art, New York, USA, 2005

## Théâtre
- 2003:
  - 3 Ritournelles Live, Festival Montpellier Danse, Centre Chorégraphique National de Montpellier
- 2004 :
  - AZF mon amour, Centre de développement chorégraphique, Toulouse
- 2006 : 
  - La Reconstitution historique, théâtre de la Bastille
- 2007 : 
  - Stephen King Stories, festival d'Avignon
  - La Jeune Fille à la bombe, Festival d'Avignon
- 2009 : 
  - Rudolf Noureev is dead !, MC93 Bobigny
  - New York 2001, mise en scène Christian Benedetti et Christophe Fiat, Théâtre-Studio Alfortville
- 2010 :
- Laurent Sauvage n'est pas une Walkyrie, festival d'Avignon, Les sujets à vif, SACD
- 2011 : 
  - L'Indestructible Madame Richard Wagner, théâtre de Gennevilliers
  - Daikaiju Eiga, théâtre de lʼAgora, Tokyo
- 2019:
  - Cléopâtre in Love, mise en scène en collaboration avec Judith Henry, Nouveau Théâtre de Montreuil